# Кишорн Волкот
Кишорн "Киши" Волкот (енгл. Keshorn "Keshie" Walcott; Токо, 2. април 1993.) је атлетичар из Трнидада и Тобага који се такмичи у бацању копља. Он је олимпијски шампион из 2012. и освајач бронзане медаље из 2016.
Волкот је најмлађи освајач златне олимпијске медаље у мушком бацању копља (19 година 131 дан), и први атлетичар у било којој атлетској дисциплини који је освојио светске јуниорске и олимпијске титуле у појединачној дисциплини исте године.

## Каријера

### Одрастање
Рођен као треће дете Беверли Волкот и Ендија Кинга, Кишорн је одрастао играјући фудбал и крикет. Одрастао је у рибарском селу Токо, на североистоку Тринидада. Није узео копље до своје 15 година, али је већ априла 2009., недељу дана након свог 16. рођендана, постао првак Кариба за узраст до 17 година.
2012. бацио је копље 80.11 метара и поставио нови јуниорски рекорд Северне и Централне Америке и Кариба.

### Олимпијски шампион у Лондону 2012
Освојио је златну олимпијску медаљу у бацању копља са даљином од 84.58 метара. Ово је учинило Волкота најмлађим икада олимпијским шампионом у бацању копља и другим не Европљанином који је освојио олимпијско злато у бацању копља, још од америчког бацача Сај Јанга из Хелсинкија 1952. Стив Бакли, бивши троструки освајач олимпијске медаље у бацању копља, приметио је да је то била "изненађујућа победа за Кишорна Волкота. Сви остали су се борили са ветром".
Након своје олимпијске победе, Волкот је слављен као национални херој. 13. августа, дан његовог повратка на Тринидад, проглашен је државним празником. Добио је 150.000 долара у готовини и добио је земљиште у близини свог родног села Токо, као и луксузну кућу у Порт оф Спаин. Поред тога, и светионик Токо (на североистоку Тринидада) и средња школа Токо су преименовани у његову част.
Волкота од 2009. године тренира Кубанац Исмаел Лопез Мастрапа.

## Међународна такмичења
| Година                           | Такмичење                          | Место                            | Позиција                         | Дисциплина                       | Резултат                         | Белешка                          |
| Представљајући Тринидад и Тобаго | Представљајући Тринидад и Тобаго   | Представљајући Тринидад и Тобаго | Представљајући Тринидад и Тобаго | Представљајући Тринидад и Тобаго | Представљајући Тринидад и Тобаго | Представљајући Тринидад и Тобаго |
| -------------------------------- | ---------------------------------- | -------------------------------- | -------------------------------- | -------------------------------- | -------------------------------- | -------------------------------- |
| 2009                             | Светско првенство за млађе јуниоре | Бресаноне, Италија               | 13.                              | Бацање копља                     | 66.72 м *                        | * Копље од 700 грама             |
| 2010                             | Светско првенство за јуниоре       | Монктон, Канада                  | 16.                              | Бацање копља                     | 66.05 м                          |                                  |
| 2011                             | Панамеричке игре                   | Гвадалахара, Мексико             | 7.                               | Бацање копља                     | 75.77 м                          |                                  |
| 2012                             | Светско првенство за јуниоре       | Барселона, Шпанија               | 1.                               | Бацање копља                     | 78.64 м                          |                                  |
| 2012                             | Олимпијске игре                    | Лондон, Енглеска                 | 1.                               | Бацање копља                     | 84.58 м                          |                                  |
| 2013                             | Светско првенство                  | Москва, Русија                   | 19.                              | Бацање копља                     | 78.78 м                          |                                  |
| 2014                             | Игре Комонвелта                    | Глазгов, Шкотска                 | 2.                               | Бацање копља                     | 82.67 м                          |                                  |
| 2015                             | Панамеричке игре                   | Торонто, Канада                  | 1.                               | Бацање копља                     | 83.27 м                          |                                  |
| 2015                             | Светско првенство                  | Пекинг, Кина                     | 26.                              | Бацање копља                     | 76.83 м                          |                                  |
| 2016                             | Олимпијске игре                    | Рио де Жанеиро, Бразил           | 3.                               | Бацање копља                     | 85.38 м                          |                                  |
| 2017                             | Светско првенство                  | Лондон, Енглеска                 | 7.                               | Бацање копља                     | 84.48 м                          |                                  |
| 2019                             | Панамеричке игре                   | Лима, Перу                       | 2.                               | Бацање копља                     | 83.55 м                          |                                  |
| 2019                             | Светско првенство                  | Доха, Катар                      | 11.                              | Бацање копља                     | 77.47 м                          |                                  |
| 2021                             | Олимпијске игре                    | Токио, Јапан                     | 16.                              | Бацање копља                     | 79.33 м                          |                                  |
| 2022                             | Светско првенство                  | Јуџин, САД                       | 16.                              | Бацање копља                     | 78.87 м                          |                                  |
| 2024                             | Олимпијске игре                    | Париз, Француска                 | 7.                               | Бацање копља                     | 86.16 м                          |                                  |